# Жатоба, Симоне
Симоне Гомес Жатоба (порт. Simone Gomes Jatobá; 10 февраля 1981, Маринга, Парана), более известная как Симоне — бразильская футболистка, крайняя полузащитница и защитница, тренер. Выступала за сборную Бразилии.

## Биография

### Клубная карьера
В начале карьеры выступала на родине за клубы «Понте Прета», «Сантос», «Саад». В 2004 году впервые перешла в европейский клуб — испанский «Райо Вальекано».
С 2005 года выступала за французский «Олимпик Лион», провела в команде пять сезонов, сыграв 61 матч и забив 5 голов в чемпионате Франции. Чемпионка Франции 2007, 2008, 2009, 2010, бронзовый призёр чемпионата 2006 года, обладательница (2008) и финалистка (2006, 2007) Кубка Франции. Принимала участие в трёх розыгрышах Лиги чемпионов и в 2010 году стала финалисткой турнира.
После ухода из «Лиона» некоторое время играла в Бразилии. Весной 2012 года перешла в российский клуб «Энергия» (Воронеж), сыграла 9 матчей и забила 3 гола в чемпионате России. По итогам сезона 2011/12 со своим клубом стала бронзовым призёром чемпионата. Однако по окончании сезона «Энергия» потеряла профессиональный статус и футболистка вернулась в Бразилию.
С 2014 года выступала во Франции за «Мец», за пять сезонов сыграла 100 матчей в первом и втором дивизионах. Дважды со своим клубом вылетала во второй дивизион и возвращалась обратно.

### Карьера в сборной
Выступала за национальную сборную Бразилии с 2000 года. Сыграла более 50 матчей.
Принимала участие в двух розыгрышах Олимпиады — в 2000 году со своей командой заняла четвёртое место, а в 2008 году стала серебряным призёром (6 матчей).
Также участвовала в двух финальных турнирах чемпионатов мира — в 2003 году (4 матча, четвертьфинал) и 2007 году (4 матча, вице-чемпионка).
Победительница чемпионата Южной Америки 2003 года и Панамериканских игр 2007 года.
В августе 2019 года назначена главным тренером женской юниорской (до 17 лет) сборной Бразилии.

## Личная жизнь
Дядя, Карлос Роберто Жатоба (род. 1963), тоже был футболистом, играл за ряд бразильских и европейских клубов.